# Костяной трон Ивана Грозного
Так называемый трон Ивана Грозного (в древних описях «костяной стул»; «костяные кресла») в собрании Оружейной палаты Московского Кремля (инв. Р-27).
Трон выполнен в ренессансном стиле и украшен резными пластинами с изображениями эпизодов из жизни библейского царя Давида. Основа трона — дерево, отделанное слоновой костью. Традиционно считалось, что он был изготовлен в Европе в середине XVI века, однако новейшие исследования доказывают, что его создали после 1575 года (датировка на сайте музея 1654—1667). Резчик был голландцем или немцем.
По популярной современной версии, принадлежал царю Ивану IV Васильевичу, однако впервые упоминается в описях царской казны в XVII веке и ни в каких источниках как принадлежащий ему не фигурирует.

## История
Тронное место неизвестно в Москве во времена монголо-татарского ига и феодальной раздробленности. Появление данного атрибута монаршей власти относится лишь к временам централизации бывших самостоятельных земель в пределах Великого княжества Московского и становления единоличной власти.
Документы, фиксирующие источник поступления предмета в Оружейную палату, на 2018 год не обнаружены.
Впервые упоминается в описях царской казны в 1632 году, причем уже как старинный предмет («кость порчена во многих местех»). В литературе XIX века начали писать, что костяное кресло было привезено в Москву с приданым византийской царевны Софьи Палеолог во времена Ивана III; в частности, так было написано в изданном в 1807 году в «Историческом описании древнего Российского Музея, под названием Мастерской и Оружейной палаты». А Сигизмунд фон Герберштейн в своих «Записках» пишет, что Василий III восседал на неком троне из слоновой кости. Есть версия, что на троне есть даже зодиакальная дата, которая вроде бы указывает на 1526 год. Однако ныне считается, что в действительности этот трон мог появиться при царе Иване IV, во второй четверти XVI столетия, или даже позже.
Легенда о связи с Иваном III Великим была категорически отвергнута в напечатанной в 1884 году «Описи Московской Оружейной палаты» и окончательно развеяна к началу XX века, когда историк Филимонов, опубликовав опись Оружейной палаты, доказал, что трон был изготовлен уже после смерти великого князя. Почему его стали связывать с именем его внука — непонятно.
Ирина Бобровницкая, хранитель коллекции регалий Музеев Московского Кремля и первая исследовательница трона, рассказывает, когда его начали связывать с именем Ивана Грозного: «Вдруг неожиданно в путеводителях по Оружейной палате 1964 года — вот в этом путеводителе — появляется вот эта вот фраза о том, что этот трон принадлежал, возможно, Ивану Грозному. (…) Причём, без каких бы то ни было ссылок на какие-то документы, без каких бы то ни было обоснований». По её мнению, этот ярлык прилип к трону благодаря знаменитой статуе Марка Антокольского 1871 года, где царь Иван Грозный изображен сидящим именно на нем.
В своем докладе 2006 года Бобровницкая сообщила, что «анализ убранства, дешифровка символического значения сцен на опоясывающих его пластинах из слоновой кости натолкнули на удивительные выводы. Изображения библейских сюжетов и мифологических животных тритонов и гиппокампов — излюбленных элементов декора эпохи Возрождения — позволяют отнести этот атрибут царской власти к женским». Она высказала мнение, что он связан на самом деле с именем Марины Мнишек.
В допетровские времена трон хранился в Казенном дворе (потом — в Оружейном приказе) и изымался оттуда на торжественные царские молебны в соборах Московского кремля. На момент организации постоянного собрания Оружейной палаты в 1703 году трон уже находился в её составе.
В период между 1807 и 1851 годами (от которых сохранились изображения), трон был кардинально изменён. Были заменены боковые навершия («яблоки»), вся антикизированная стилистика спинки преобразилась в ренессансную с гротесками весьма фривольного характера, обрамляющими российский герб. Видимо, это была модификация в духе актуального тогда стиля историзм. После обновления был использован в коронационных торжествах императора Александра II 1856 года, фигурирует на его парадном портрете работы В. Тимма.
Известно, что он использовался при коронации Николая II как трон его матери, вдовствующей императрицы Марии Федоровны.

## Описание
Трон имеет деревянную основу, обложенную более чем 150 пластинами из слоновой кости. Использование слоновой кости в качестве материала имеет своим прообразом описанный в Библии трон царя Соломона, также изготовленный из этого материала.
«Кресла костеные резные, на них вырезано орлы двоеглавые с корунами и люди, и звери, и птицы, и травы; подушка бархатная и назади обита бархатом червчатым; около подушки и назади обито бахрамою золотною; на подношках две скобы железные золочены; под местом шесть яблочков железные же посеребрены. А по нынешней переписи рч'е года и по осмотра, то кресла против прежних переписных книг сошлись; на правой стороне яблоко попорчено: половина эво шшибено. Цена по сказке Оружейной полаты костеново и резново дела мастеров Петрушки да Семки Шешининых две тысячи пять сот рублев, а в прежних переписных книгах то кресла написаны по другой переписи» (Из старинной описи)
Пластины изготовлены в Западной Европе, они имеют резные сюжетные композиции. Любопытно, что итальянские специалисты по Ренессансу, осмотрев трон, когда он находился на выставке в Италии, решительно заявили, что он не мог быть изготовлен в этой стране.
Трон неоднократно реставрировался, поэтому значительное количество первоначальных пластин утрачено и заменено новыми, причём первоначальные сюжетные композиции были нарушены.
Лицевые резные пластины трона имеют многочисленные ренессансные рельефные изображения — различные звери, птицы, купидоны. Первоначальные сюжетные композиции сохранены не все.

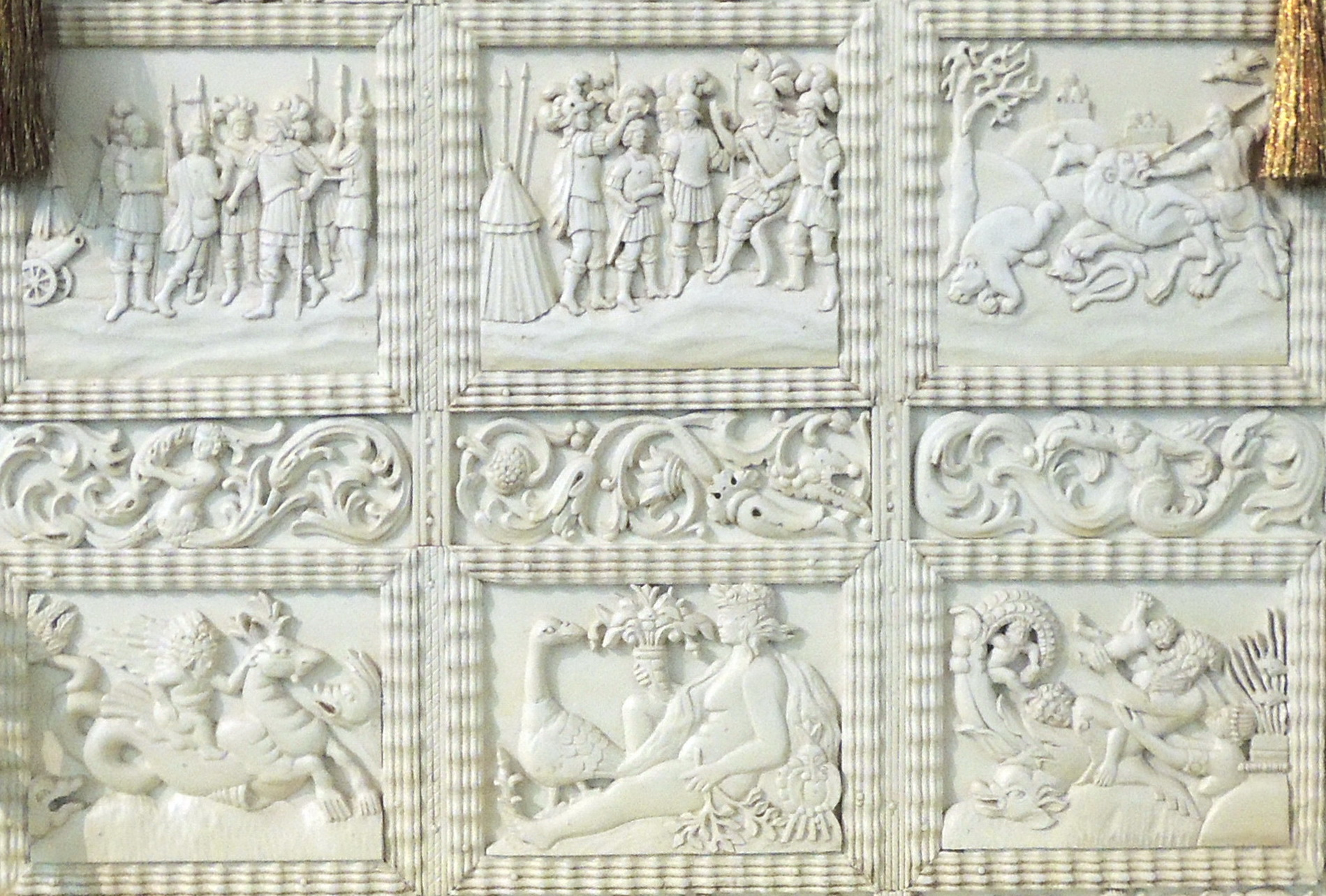
Фрагмент трона (фото реплики)

10 пластин, опоясывающие сиденье трона в верхней части, составляли полный цикл-жизнеописание. Ранее, с 1851 года, считалось, что это сцены из жизни древнегреческого мифического музыканта Орфея, однако ныне они атрибутированы как изображения царя Давида. Причем все они, кроме последней, рассказывают о возвышении Давида, его приходе к власти.
1. Давид, пасущий овец в доме отца своего отца (1Цар. 16:11)
2. Давид, спасающий овец от медведя и льва (1Цар. 17:34, 35)
3. Давид перед пророком Самуилом (1Цар. 16:11—13)
4. Давид, посланный отцом в лагерь Саула, чтобы узнать о здоровье братьев (1Цар. 17:13—21)
5. На Давида надевают доспехи Саула перед битвой с Голиафом (1Цар. 17:38)
6. Давид, бросающий из пращи камень в Голиафа (1Цар. 17:42)
7. Саул, бросающий копьё в Давида (1Цар. 19:9, 10)
8. Давид в Адолламской пещере (1Цар. 22:1)
9. Давид с племянником Авессой оставляют в живых спящего Саула (1Цар. 26).
10. Один из эпизодов в царствование Давида: коленопреклонённый Давид обращён с мольбой к ангелу с обнажённым мечом в руке, посланному Богом покарать царя и его народ за вызвавшую гнев Яхве перепись населения (1Цар. 21:15, 16)[4]

По мнению Бобровницкой, есть ещё две пластины с эпизодами из истории царя Давида. Они находятся в нижней части спинки трона и на них представлены батальные сцены, повествующие о двух великих битвах Давида против врагов-филистимлян. Исследовательница обнаружила, что иконографическим образцом для большинства из резных пластин послужили гравюры книги о Давиде «David hoc est virtutis exercitatissimae probatum Deo spectaculum», которая впервые вышла в свет в 1575 г. в Антверпене. Она состоит из 21 гравюры и соответствующих библейских текстов. Рисунки для книги выполнил голландец Герард ван Гронинген, их гравировал немец Иоганн Заделер I и анонимный мастер. 8 пластин имеют очевидное сходство с гравюрами из этой книги. «При этом сцены на пластинах не являются точными копиями гравюр: они повторяют с упрощениями только первые планы гравюр и исключают измельченные детали задних планов. Мастеррезчик, творчески перерабатывая гравюры, учитывал материал трона и его специфику как памятника искусства, не предназначенного в отличие от рисунков для близкого рассматривания». В книге нет аналогов для пластин № 9 и 10. Ученый указывает, что пластины зеркально отражают гравюры, то есть, вероятно, их резали не по книге 1575 года, а по их копиям, напечатанным с новых досок. Известно, что 2-е издание этой книги было сделано в 1637 году в Амстердаме (однако Бобровницкая не имела возможности ознакомиться с ним). Если пластины резали по гравюрам второго издания, то это сдвигает дату их создания на XVII век. По мнению исследовательницы, их автором был голландец или немец. (Однако упоминание трона в описях Оружейной палаты 1632 года должно ограничивать нижнюю дату).

### Новые пластины
Другие первые пластины были заменены при реставрациях, которые проводились начиная с XVII века. Новые пластины по технике исполнения и декору приближены к первоначальным. Малые пластины между сюжетными композициями имеют разнообразный растительный орнамент, переплетённый с фигурами антропоморфного и зооморфного характера.
При ремонте трона использовалась уже не слоновая, а моржовая кость. Кроме того, есть элементы из кости мамонта и даже говяжьи.
Спинка трона украшена двуглавым орлом в восьмиугольнике, эта пластина была изготовлена только в XIX веке. Согласно наиболее раннему сохранившемуся изображению трона (1-я четверть XIX века), ранее на этом месте находилось изображение Артемиды, с копьем и ланью. Есть изображения двуглавых орлов — символов России — и в круглых пластинах на рукоятках-подлокотниках трона. В 1856 г., к коронации императора Александра II, спинка трона была украшена серебряными двуглавыми орлами.

## Исследования
На 2010 год не существовало ни одного исследования, в котором был бы доказательно рассмотрен вопрос о его происхождении. Бобровницкая И. А. и Мартынова М. В., готовя каталог «Регалии российских государей и предметы чина венчания на царство: 14-17 века» провели «детальное описание трона с классификацией всех его пластин по нескольким тематическим группам. Были также указаны происшедшие в троне со временем изменения, свидетельства о которых содержатся в иллюстративных и документальных источниках, расшифрованы и соотнесены с литературным источником сюжеты на пластинах библейского цикла. Автору удалось также обнаружить гравюры, которые послужили иконографическим образцом для пластин трёх тематических групп и которые позволили высказать аргументированные предположения о времени их создания. Анализ архивных документов, как уже известных, так и вновь обнаруженных с учётом специфики убранства трона, осмысленной на фоне конкретных исторических реалий, дают основание по-новому взглянуть на проблему его происхождения».

## Реплики и повторения
- Марк Антокольский при создании своего скульптурного изображения Ивана Грозного целиком воспроизвел трон в мраморе.
- Копия трона выставлена в музее Александровской слободы.
- Копия трона фигурирует на фотографиях реквизита Большого театра.
- Копия трона была выставлена на выставке театрального художника Федора Федоровского в Третьяковской галерее.